# 双岩村
双岩村（ふたいわむら）は、1955年（昭和30年）まで愛媛県西宇和郡にあった村である。
現在の八幡浜市の南部の農村であった。昭和の大合併で大部分が八幡浜市の一部となり、現在に至っている。

## 地理
現在の八幡浜市の南部。海には面していない。北は八幡浜市に、東は大洲市と宇和町に、南は三瓶町（一足先に1月1日に合併により成立）に接している。五反田川及び朝立川の上流域。
地名の由来
大字若山の奇岩・夫婦岩があることによる。

## 歴史
藩政期
- 宇和島藩領。

明治以降
- 1889年（明治22年） 12月15日 - 町村制・市制施行時に、若山・中津川・釜倉・布喜川・和泉の5つの村の合併により双岩村となる。
- 1895年（明治28年） - 若山に摂津製糸操業開始。
- 1908年（明治41年） - 八幡浜と結ぶ県道開通。
- 1945年（昭和20年） - 国鉄予讃線の笠置トンネル開通、双岩駅開業。
- 1947年（昭和22年） - 双岩中学校開校。
- 1955年（昭和30年）1月 - 大字和泉及び大字布喜川の一部が区域変更のうえ三瓶町（現西予市）となる。
- 1955年（昭和30年）2月1日 - 川上村・真穴村・日土村の3村とともに八幡浜市の一部となる。

```
双岩村の系譜
（町村制実施以前の村）　（明治期）
　　　　　　　　　　　　町村制施行時
　　　　　　　　　　　　真穴村　━━━━━━━━━━━━━━━━━━━━━━━┓
　　　　　　　　　　　　八幡浜町　　━━┳━━━━┳八幡浜市　━━━━━━━━┃
　　　　　　　　　　　　矢野崎村　　━━┛ａ      ┃（昭和10年2月11日　　　　┣━八幡浜市
　　　　　　　　　　　　千丈村　　━━━━━━━━┫　、合併、市制）　　　　　┃（昭和30年2月1日）
　　　　　　　　　　　　神山村    ━━━神山町ｂ━┫　　　　　　　　　　　　　┃
　　　　　　　　　　　　舌田村    ━━━━━━━━┛　　　　　　　　　　　　　┃
　　　　　　　　　　　　日土村    ━━━━━━━━━━━━━━━━━━━━━━┫
　　　　　　　　　　　　川上村    ━━━━━━━━━━━━━━━━━━━━━━┫
若山　　　━━━━━┓　　　　　　　　　　　　　　　　　　　　　　　　　　　　┃
釜ノ倉　　━━━━━┫　　　　　　　　　　　　　　　　　　　　　　　　　　　　┃
中津川　　━━━━━╋━双岩村    ━━━━━━━━━━━━━━━━━━━━━┳┛
布喜川　　━━━━━┫　　　　　　　　　　　　　　　　　　　　　大字和泉及び布喜川の一部
和泉　　　━━━━━┛　　　　　　　　　　　　　　　　　　　　　三瓶町へ（昭和30年1月1日）境界変更

a 昭和5年1月1日、b 昭和3年7月1日町制施行
（注記）八幡浜町ほかの合併前の系譜、及び平成の合併の系譜については、それぞれの記事を参照のこと。

```

## 地域
明治の合併前の村である、若山（わかやま）・中津川・釜ノ倉（かまのくら、釜倉とも書く）・布喜川（ふきかわ、古くは布喜ノ川とも書く）・和泉がそのまま大字となった。

## 行政
役場
大字若山におかれていた。

## 産業
商業
- 中井挙一（酒造）[1]
- 矢野七蔵（雑貨）[1]

農業
米、麦のほか、櫨、柑橘、繭等を産した。林業も盛んであった。『大日本篤農家名鑑』によれば双岩村の篤農家は、「三瀬甚一、山本矩周、井上宇吉、清水貞紀、攝津藤一郎、二宮清太郎」などである。
工業
明治末期から大正にかけて製糸工場が立地し操業していた。

## 医療
医師
- 小川清[3]
- 井上永治[3]
- 和気哲哉[3]

## 交通
国鉄予讃本線双岩駅。